# Å

الحرف Å بنوعي خط

حرف Å هو شكل آخر من أشكال الحرف اللاتيني A ويستخدم في اللغة السويدية ويلفظ بصوت IPA ‎/o:/‏. أما في اللغتين الدنماركية والنرويجية فيلفظ IPA ‎/ɔ:/‏. كما يستخدم في لغات أخرى مثل الفنلندية والفريزية الشمالية والوالونية وإميليانو رومانيولو والغرينلاندية.
وقد يستخدم للتعبير عن الأنغستروم.